# Poungákia
Poungákia (Pougkakia) är en ort i Grekland.   Den ligger i prefekturen Fthiotis och regionen Grekiska fastlandet, i den centrala delen av landet, 180 km nordväst om huvudstaden Aten. Poungákia ligger 847 meter över havet och antalet invånare är 126.
Terrängen runt Poungákia är bergig. Runt Poungákia är det ganska glesbefolkat, med 25 invånare per kvadratkilometer. Närmaste större samhälle är Karpenísi, 14,7 km nordväst om Poungákia. I omgivningarna runt Poungákia växer i huvudsak blandskog.